# フォールン
『フォールン』 (Fallen) は、ワインド-アップ・レコーズから発売されたエヴァネッセンスのアルバム第1作目。

## 概要
イギリスで16週に渡って全英アルバムチャートのトップ10にランク・インし、最高1位を獲得。アメリカ合衆国ではビルボードチャート最高3位、さらにTOP10に10週、TOP100に100週以上ランクイン。日本でもオリコンチャートで通常盤が最高7位・登場47回、リミテッド・エディションが最高43位・登場4回と大きなヒットとなった。
2004年11月までにアメリカで×6プラチナムに認定、日本ではプラチナ・ディスクに認定されている。
バンドはグラミー賞で2つの賞を授与された。一つはこのアルバムで最優秀新人賞と、もう一つは先行シングル「ブリング・ミー・トゥ・ライフ」で最優秀ハードロック・パフォーマンス賞である。日本でも日本ゴールドディスク大賞でニュー・アーティスト・オブ・ザ・イヤーを受賞した。
このアルバムから、先行シングル「Bring Me To Life」の他に、「Going Under」が2ndシングルとして、「My Immortal」が3rdシングルとして、「Everybody's Fool」が4thシングルとして、それぞれシングル化された。
日本盤のみボーナス・トラック収録。また、生産限定盤にはBRING ME TO LIFEのDVD付。
アルバム発売20周年を記念して、デモ音源や未発表テイク、ライブ音源を収録した2枚組仕様の『Fallen (20th Anniversary Deluxe Edition)』を2023年11月17日に発売した。

## 収録曲と作詞作曲者
1. GOING UNDER (ゴーイング・アンダー) - Hodges, Lee, Moody
2. BRING ME TO LIFE (ブリング・ミー・トゥ・ライフ) - Hodges, Lee, Moody
3. EVERYBODY'S FOOL (エヴリバディーズ・フール) - Hodges, Lee, Moody
4. MY IMMORTAL (マイ・イモータル) - Lee, Moody
5. HAUNTED (ホーンテッド) - Hodges, Lee, Moody
6. TOURNIQUET (ターニケット) - Gray, Hodges, Lee, Moody
7. IMAGINARY (イマジナリー) - Lee, Moody
8. TAKING OVER ME (テイキング・オーヴァー・ミー) - Hodges, LeCompt, Lee, Moody
9. HELLO (ハロー) - Hodges, Lee, Moody
10. MY LAST BREATH (マイ・ラスト・ブレス) - Hodges, Lee, Moody
11. WHISPER (ウィスパー) - Lee, Moody
12. FARTHER AWAY (ファーザー・アウェイ) - Hodges, Lee, Moody [日本版のみのボーナス・トラック]

## 参加アーティスト
- Amy Lee - vocals, choral arrangement
- Ben Moody - guitars, tribal percussion, programming
- David Hodges - piano, keyboards, additional programming
- Francesco DiCosmo - bass
- Josh Freese - drums
- Zac Baird - additional programming
- Chris Johnson - additional programming
- Paul McCoy (12 Stones) - vocals on "Bring Me to Life"
- Millennium Choir, Los Angeles - background choir on "Everybody's Fool", "Haunted", "Imaginary" and "Whisper"
  - Beverly Allen
  - Geri Allen
  - Eric Castro
  - Melanie Jackson
  - Karen Matranga
  - Joanne Paratore
  - Lesley Paton
  - Dwight Stone
  - Rick Stubbs
  - Talaya Trigueros
  - Susan Youngblood

## チャート成績
- 3位（アメリカ合衆国 ビルボード 200）
- 3位（アメリカ合衆国 ビルボード Top Internet Albums）
- 1位（イギリス Top 75 Albums）
- 1位（イスラエル）
- 1位（オーストラリア Top 30 Albums）
- 1位（オーストリア Top 75 Albums）
- 1位（カナダ Top 50 Albums）
- 1位（ギリシア）
- 1位（デンマーク Top 40 Albums）
- 1位（フィンランド Top 40 Albums）
- 1位（メキシコ）
- 2位（スイス Top 100 Albums）
- 2位（フランス Top 100 Albums）
- 2位（ドイツ Top 100 Albums）
- 2位（ニュージーランド Top 40 Albums）
- 3位（スウェーデン Top 60 Albums）
- 3位（ノルウェー Top 40 Albums）
- 4位（ブラジル）
- 5位（香港）
- 7位（日本 オリコン アルバム・ランキング）
- 9位（オランダ）

## ゴールド認定等、売上枚数
- アメリカ合衆国 - ×6 プラチナム、6,000,000枚
- イギリス - ×3 プラチナム 900,000枚
- イスラエル - ゴールド、20,000枚
- オランダ - プラチナム、70,000枚
- オーストラリア ×6 プラチナム、420,000枚
- オーストリア - プラチナム、30,000枚
- カナダ - ×6 プラチナム、600,000枚
- ギリシア - ×2 プラチナム、110,000枚
- スイス - ×4 プラチナム、160,000枚
- スウェーデン - プラチナム、60,000枚
- ドイツ - ×5 ゴールド、750,000枚
- 日本 - プラチナム、250,000枚
- ニュージーランド ×5 プラチナム、75,000枚
- ノルウェー - プラチナム、30,000枚
- フィンランド - ×2 プラチナム、80,000枚
- ブラジル - プラチナム、125,000枚
- フランス - プラチナム、300,000枚
- 香港 - プラチナム、20,000枚
- メキシコ - ×4 プラチナム、400,000枚
- ヨーロッパ - ×3 プラチナム 3,000,000枚